# Rubén Martínez Granja
Rubén Martínez Granja (Mahón, Menorca, el 8 de diciembre de 1989), conocido como Rubén Martínez, es un futbolista español. Juega en la posición de centrocampista y su equipo es el C. E. Sabadell F. C. de la Primera Federación.

## Trayectoria
Formado en las categorías inferiores del F. C. Barcelona llegó a formar parte del Juvenil "A" desde 2006 a 2008, fecha que abandonó el club blaugrana para firmar por el Málaga C. F. con el jugaría durante la temporada 2008-09 en las filas del Atlético Malagueño en Tercera División.
Durante las siguientes temporadas jugó en la Segunda División B en los equipos del C. E. Premià, Alicante C. F., R. C. Celta de Vigo "B", C. D. Alcoyano, U. E. Sant Andreu, Lorca F. C., U. E. Llagostera y U. D. Melilla.
En el mercado de invierno de la temporada 2017-18 firmó por la Unión Deportiva Logroñés procedente de la U. D. Melilla. Durante la temporada 2019-20 disputó 28 partidos y anotó cinco goles, ayudando al equipo a lograr el ascenso a la Segunda División tras vencer por penaltis en la eliminatoria por el ascenso frente al C. D. Castellón. En agosto de 2020 renovó su contrato para jugar la campaña 2020-21 en esta categoría. Un año después, en el cual el equipo no logró la permanencia, llegó al Albacete Balompié, con el que consiguió un nuevo ascenso a Segunda División y contribuyó al éxito marcando el gol que clasificó al equipo para la final del play-off. En el conjunto albaceteño disputó 54 partidos en los que anotó 13 goles.
El 20 de diciembre de 2022 fue traspasado al Lamia F. C. de Grecia después de haber pedido salir para iniciar una nueva etapa en otro equipo. Allí estuvo una campaña y media y en julio de 2024 regresó a España para jugar en el C. E. Sabadell F. C.

## Clubes
| Club                    | País   | Año       |
| ----------------------- | ------ | --------- |
| Atlético Malagueño      | España | 2008-2009 |
| C. E. Premià            | España | 2009-2010 |
| Alicante C. F.          | España | 2010-2011 |
| R. C. Celta de Vigo "B" | España | 2011-2013 |
| C. D. Alcoyano          | España | 2013-2014 |
| U. E. Sant Andreu       | España | 2015      |
| Lorca F. C.             | España | 2015-2016 |
| U. E. Llagostera        | España | 2016-2017 |
| U. D. Melilla           | España | 2017-2018 |
| U. D. Logroñés          | España | 2018-2021 |
| Albacete Balompié       | España | 2021-2022 |
| Lamia F. C.             | Grecia | 2023-2024 |
| C. E. Sabadell F. C.    | España | 2024-     |